# Peter Fuchs (Skirennläufer)
Karl Peter Maurice Fuchs (* 28. Oktober 1955 in Purley; † 22. September 1980 in Carrbridge, Schottland) war ein britischer Skirennläufer österreichischer Abstammung.

## Biographie
Peter wurde als Sohn des Österreichischen Skilehrers Karl Fuchs und seiner schottischen Ehefrau Eileen in einem Stadtteil von London geboren. Karl Fuchs war selbst in seiner Jugend als Skirennläufer aktiv gewesen und brachte als Skilehrer unter anderem dem späteren Charles III. das Skifahren bei.
1974 nahm Peter Fuchs erstmals an Alpinen Skiweltmeisterschaften teil Bei den Wettkämpfen in St. Moritz belegte er in der Abfahrt als bester Brite den 19. Platz.
Zwei Jahre später nahm er zum einzigen Mal an Olympischen Winterspielen teil. In Innsbruck konnte er jedoch nicht an die Leistungen der Weltmeisterschaften anschließen, er erreichte lediglich Rang 37 in der Abfahrt.
Am 22. September 1980 verunglückte Fuchs mit seinem Auto in der Nähe von Kingussie tödlich.

## Erfolge

### Olympische Winterspiele
- Innsbruck 1976: 37. Abfahrt, DNF Riesenslalom, DNF Slalom

### Weltmeisterschaften
- St. Moritz 1974: 19. Abfahrt
- Innsbruck 1976: 37. Abfahrt, DNF Riesenslalom, DNF Slalom